# Ormoško Jezero
Ormoško Jezero är en sjö i Kroatien.   Den ligger i länet Varaždin, i den norra delen av landet, 70 km norr om huvudstaden Zagreb. Ormoško Jezero ligger 187 meter över havet. Arean är 2,4 kvadratkilometer. Trakten runt Ormoško Jezero består till största delen av jordbruksmark. Den sträcker sig 2,3 kilometer i nord-sydlig riktning, och 2,1 kilometer i öst-västlig riktning.